# Amaranthus brownii
Amaranthus brownii era una hierba anual de la familia Amaranthaceae. Sólo se encontraba en la pequeña isla de Nihoa, en las Islas de Sotavento de Hawái, y crecía en afloramientos rocosos a una altitud de 120-215 m. Se trataba de una de las nueve especies del género Amaranthus presentes en el archipiélago hawaiano, así como la única especie hawaiana endémica perteneciente a dicho género. Actualmente se considera extinta.
A. brownii fue descubierta por primera vez durante la Expedición Tanager en 1923 por el botánico Edward Leonard Caum. Se diferenciaba de otras especies hawaianas de Amaranthus por presentar axilas foliares sin espinas, hojas lineales y frutos indehiscentes. Era una de las veintiséis plantas vasculares de Nihoa, diecisiete de las cuales son autóctonas, seis son foráneas y tres son endémicas de Nihoa; entre estas tres últimas figuran A. brownii, Pritchardia remota y Schiedea verticillata. A. brownii estaba considerada como la planta menos común de Nihoa y desde el año 1983 no se ha vuelto a observar en  la isla. Hubo expediciones en el pasado que tomaron muestras de plantas y semillas, pero no se ha conseguido que ningún ejemplar sobreviva ex-situ fuera de su hábitat nativo. Así pues, no se tiene constancia de la existencia de plantas o semillas de A. brownii en ningún jardín botánico.
El Servicio de Pesca y Vida Silvestre de los Estados Unidos (FWS), que gestiona la isla de Nihoa como parte del Refugio Nacional de Vida Silvestre de las Islas Hawaianas en el Monumento Nacional Marino de Papahānaumokuākea, propuso una serie de planes de conservación y recuperación para A. brownii. En 1996, el FWS incluyó la planta en la lista de especies en peligro de extinción, y en 2003 designó la isla de Nihoa como "hábitat crítico" para la planta y la clasificó como "especie en peligro crítico de extinción" en la Lista Roja de la UICN. Tras no haber sido observada durante más de treinta y cinco años, a pesar de los estudios exhaustivos que se han llevado a cabo, en 2018 la especie fue clasificada como extinta en la Lista Roja de la UICN.

## Taxonomía
La especie fue recogida por primera vez durante una visita de diez días a la isla de Nihoa por parte de la Expedición Tanager. El botánico Edward Leonard Caum recogió el primer ejemplar el 17 de junio de 1923, y el cartógrafo Charles S. Judd recogió otro el 20 de junio de 1923. Forest B. H. Brown, botánico de la Expedición Bayard Dominick a las Islas Marquesas (1921-1922), contribuyó a facilitar descripciones y comentarios relativos a algunas de las especies descritas por Erling Christophersen y Caum. Éstos nombraron a A. brownii en honor a Brown en 1931, con la publicación de su artículo "Vascular plants of the Leeward Islands, Hawaii". En dicho documento se describía a A. brownii como una de las veinte especies de plantas vasculares de la isla de Nihoa. El Servicio de Pesca y Vida Silvestre de los Estados Unidos no reconoce ningún nombre común para la planta.

## Descripción
Amaranthus brownii era la única especie endémica de Amaranthus en el archipiélago de Hawái. Se trataba de una planta herbácea anual que crecía hasta una altura de entre 30 y 90 cm y tenía hojas estrechas y lineales, pequeñas flores verdes, y frutos que contenían una única semilla de color rojo oscuro. A. brownii era monoica, lo que significa que en una misma planta estaban presentes tanto las flores masculinas como las femeninas. Se diferenciaba de otras especies hawaianas de Amaranthus por sus axilas foliares carentes de espinas, sus hojas lineales y sus frutos indehiscentes (es decir, que no se abren para liberar las semillas cuando están maduros). Los frutos tenían forma ovoide, una longitud de entre 0,8 y 1 mm y una anchura de entre 0,6 y 0,8 mm. Se cree que la planta era anemófila (polinizada por el viento).

## Distribución y hábitat

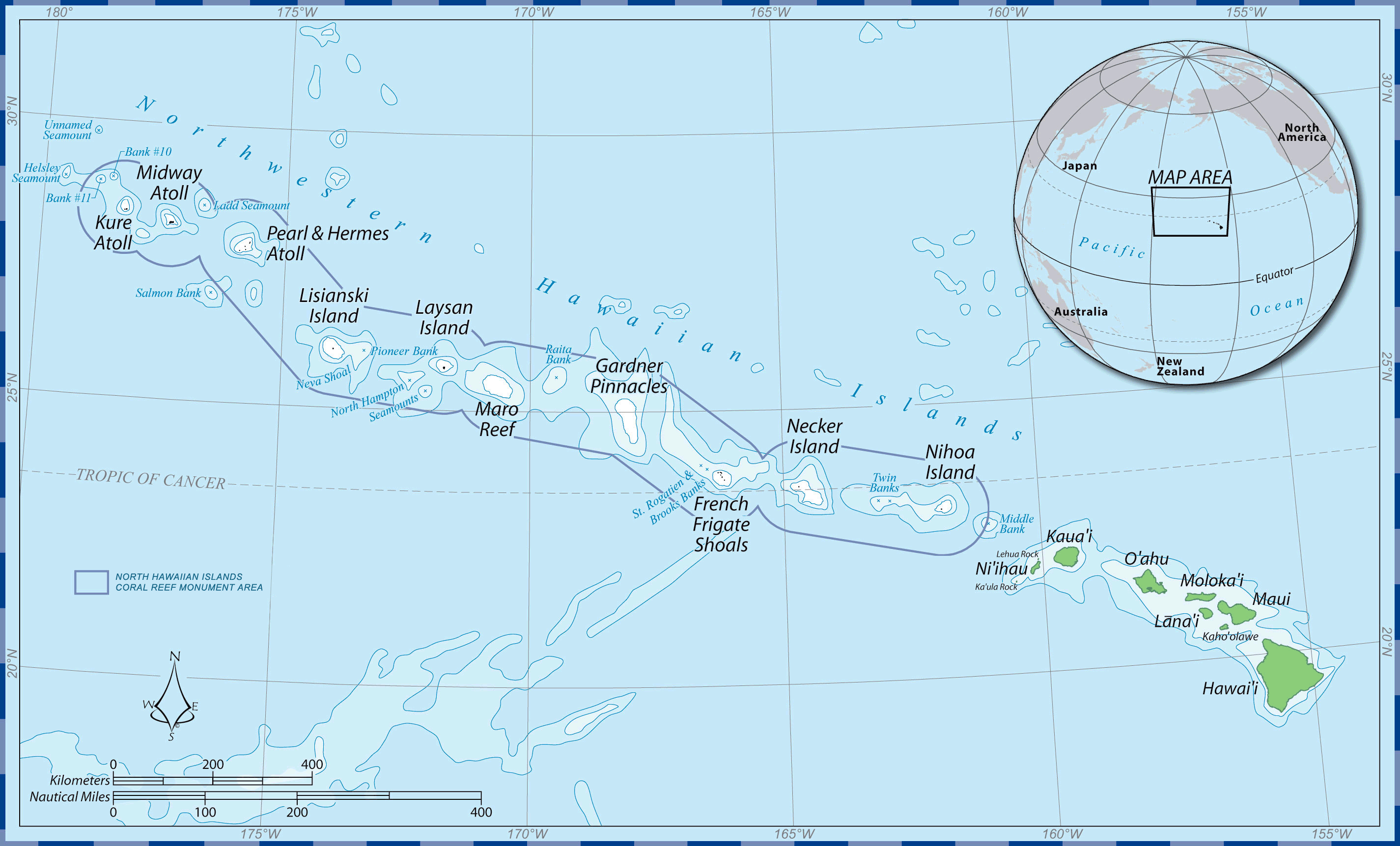
Monumento Nacional Marino de Papahānaumokuākea

Amaranthus brownii tenía un área de distribución muy limitada; sólo se encontraba en la isla de Nihoa, de 0,65 km2 de superficie, situada a 275 km al noroeste de Kauai. Se cree que es probable que esta planta endémica haya sido siempre poco común y que su hábitat estuviera restringido a Nihoa. Su antiguo hábitat lo gestiona el Servicio de Pesca y Vida Silvestre de los Estados Unidos y goza de protección como parte integrante del Refugio nacional de vida silvestre de las Islas Hawaianas, dentro del Monumento nacional marino de Papahānaumokuākea. A. brownii era una de las tres especies endémicas y en peligro de extinción que sólo se encontraban en Nihoa, junto con Pritchardia remota y Schiedea verticillata. En su hábitat se pueden encontrar al menos otras nueve especies de plantas autóctonas, como Chenopodium oahuense, Eragrostis variablis, Ipomoea indica, Ipomoea pes-caprae subsp. brasiliensis), Panicum torridum, Scaevola sericea, Sicyos pachycarpus, Sida fallax y Solanum nelsonii.

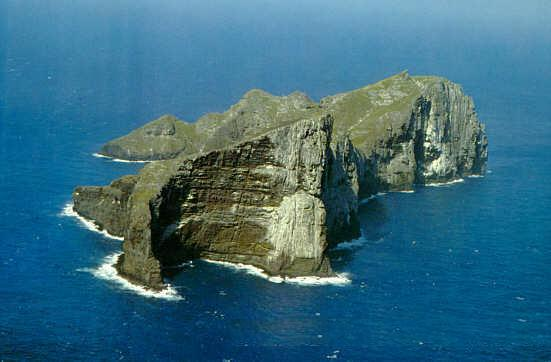
Vista aérea de Nihoa. En 1983, W. Gagné documentó 12 plantas presentes en la isla.

La planta crecía durante la estación húmeda de invierno, de diciembre a julio, en el hábitat de matorral seco del litoral de Nihoa, en suelos poco profundos de afloramientos rocosos situados en zonas expuestas, a una altitud de entre 120 y 215 m.
En la época de su descubrimiento, en 1923, los botánicos observaron por primera vez que la planta crecía a gran escala en las crestas orientadas hacia Miller Peak y en las crestas orientales de la isla. Las expediciones realizadas a principios y mediados de la década de 1960 no lograron identificar ningún ejemplar pero, en 1969, el etnobotánico Douglas E. Yen, del Museo Bishop, recolectó algunos ejemplares en las proximidades de Miller Peak. Derral R. Herbst y Wayne Takeuchi del FWS recogieron el último espécimen conocido el 27 de julio de 1980. Carl C. Christensen también visitó Nihoa en 1980 para volver a estudiar las especies endémicas que se observaron por última vez en la Expedición Tanager. Sheila Conant y Mark S. Collins también visitaron Nihoa en 1980; Conant volvió en dos ocasiones en 1981, la primera con Mark J. Rauzon y la segunda con Audrey L. Newman. En 1983, Conant visitó la isla acompañado de Wayne C. Gagné. Conant detectó que en la isla crecía A. brownii en 1981 y 1983, época en la que se pensaba que sólo existían dos poblaciones de treinta y cinco plantas: se encontraron veintitrés cerca de Miller Peak y otras doce en Middle Valley. Ambas poblaciones estaban separadas por una distancia de aproximadamente 0,4 km.
Es posible que la presencia prehistórica de los polinesios en Nihoa causara una disminución de la población vegetal de A. brownii. Entre las principales amenazas para la planta se encontraban las especies invasoras, los incendios y la hibridación con otras especies de Amaranthus. La endogamia constituía una seria amenaza, ya que la pequeña población vegetal debía reproducirse dentro de su propio círculo, lo que daba lugar a defectos genéticos. A. brownii también se vio obligada a competir con la maleza no autóctona (Portulaca oleracea), la principal especie exótica que suponía una amenaza para la planta. En 2002 y 2004, el saltamontes invasor Schistocerca nitens planteó una amenaza aún mayor para A. brownii. Se detectó por primera vez en la isla en 1977, y el aumento de su densidad de población provocó una defoliación masiva en el territorio, con lo que A. brownii quedó expuesta a un mayor riesgo de depredación. Sólo en 2004, se calcula que unos cuatrocientos mil saltamontes destruyeron casi el 90% de la vegetación de Nihoa. Es posible que todas estas amenazas hayan contribuido a su extinción definitiva.

## Conservación

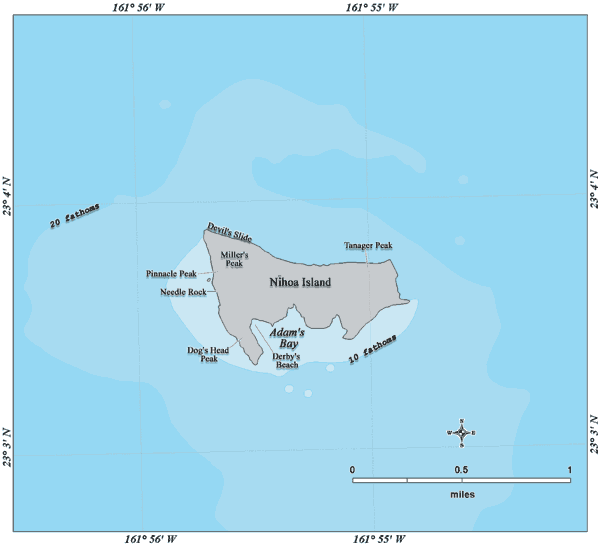
Se encontraron poblaciones vegetales en Miller's Ridge y en la cresta oeste de Middle Valley

Según la zoóloga y conservacionista Sheila Conant, A. brownii revestía una singular importancia por ser "la única especie endémica hawaiana de este extenso género al que pertenecen muchas especies relevantes desde el punto de vista económico y nutricional". Sin embargo, pese a que se han realizado estudios de campo en Nihoa a lo largo de más de una década, no se ha podido identificar ninguna planta viva. El equipo del refugio de vida silvestre visitó la isla durante la estación seca en al menos veintiuna ocasiones entre los años 1983 y 1996. En un principio, los botánicos consideraron que la ausencia de la planta en los estudios de campo podía tener su explicación en la época del año en que se realizaban las visitas. Durante los meses de verano, los tallos de A. brownii se secaban y no podían distinguirse de otras plantas herbáceas. No obstante, en una visita de siete días a la isla que tuvo lugar en abril de 2006 no se detectó ningún ejemplar. En invierno se llevaron a cabo más inspecciones, pero ninguna de ellas resultó satisfactoria.
También fueron infructuosos los intentos de conservación ex situ para reproducir A. brownii mediante semillas en jardines botánicos.  Durante la expedición de 1981, Sheila Conant recogió algunas semillas de A. brownii y las entregó al Arboreto de Waimea, en la isla hawaiana de Oahu, y a los Jardines de Kew, en Londres (Inglaterra). Pese a que las semillas del Arboreto de Waimea germinaron y se desarrollaron durante un tiempo, ninguna planta sobrevivió más allá de la fase de desarrollo de las plántulas. No se dispone de información sobre el resultado de las semillas remitidas a los Jardines de Kew.
El 16 de junio de 1976 se presentó por primera vez una propuesta para incluir a A. brownii en la lista de la Ley de Especies en Peligro de Estados Unidos, pero se retiró el 10 de diciembre de 1979 por resultar obsoleta e incompleta. Se propuso de nuevo el 24 de marzo de 1993 y se incluyó en la lista federal de especies amenazadas el 21 de agosto de 1996. El 22 de mayo de 2003, el FWS declaró 69 ha en la isla de Nihoa como "hábitat crítico" para A. brownii, así como para Pritchardia remota, Schiedea verticillata y otras dos especies que también están presentes en Nihoa y otras islas hawaianas, Sesbania tomentosa y Mariscus pennatiformis. También en el año 2003, A. brownii fue clasificada a nivel internacional como especie en peligro crítico de extinción en la Lista Roja de la UICN. En 2010, A. brownii figuraba como una de las cincuenta y una especies vegetales hawaianas incluidas en la lista de especies en peligro o amenazadas de la Ley de Especies en Peligro.